# Бильдт, Пауль
Пауль Герман Бильдт (нем. Paul Hermann Bildt; 19 мая 1885, Берлин — 13 марта 1957, Берлин) — немецкий актёр и кинорежиссёр, один из выдающихся характерных исполнителей немецкого театра, одна из первых звёзд немецкого кино. Снялся в 150 кинофильмах.

## Биография
Пауль Бильдт вырос в многодетной семье торговца и трактирщика Фердинанда Вильгельма Бильдта. В 14 лет принял участие в любительской постановке союза христианской молодёжи. Учился на полицейского, но бросил учёбу ради уроков актёрского мастерства у Фридриха Мёста в высшей школе драматического искусства.
Дебют Бильдта на сцене состоялся 2 мая 1905 года на сцене летнего гастрольного театра Линземана в Ганновере. Осенью 1905 года Бильдт был принят в труппу берлинского театра имени Шиллера, в котором прослужил восемь лет. Затем получил контракт с берлинским Малым театром. В 1910 году состоялся дебют Бильдта в кино. Бильдт был призван на войну, но вскоре был демобилизован вследствие тяжёлого заболевания.
В 1920-е годы Бильдт считался одним из наиболее востребованных актёров немого кино, выступая в характерных ролях. Он также работал кинорежиссёром. В 1908 году Бильдт женился на актрисе еврейского происхождения Шарлотте Фридлендер (умерла от рака в 1945), у них родилась дочь Ева Бильдт, также ставшая актрисой.
После прихода к власти национал-социалистов Бильдт рисковал остаться без работы из-за своей жены-еврейки. Он продолжал работать в Прусском государственном театре под защитой его руководителя Густафа Грюндгенса и снимался в многочисленных лентах UFA, в том числе пропагандистских. Незадолго до окончания войны он был включён в список талантов, освобождённых от воинской обязанности. Конец войны Бильдт с дочерью встретили в загородном доме Грюндгенса в Цеезене. После вступления в городок Красной армии 26 апреля 1945 года отец и дочь приняли большую дозу барбитала, от которой Ева Бильдт умерла, а Пауль Бильдт выжил после длительной комы. После выздоровления Грюндгенс пригласил Бильдта работать в Дюссельдорфском драматическом театре[когда?].
В конце 40-х Бильдт состоял в труппе Немецкого театра и на его малой сцене участвовал в первой постановке созданного Б. Брехтом театра «Берлинер ансамбль»: в легендарном спектакле «Мамаша Кураж и её дети» Бильдт играл Повара, пока в 1951 году не был заменён Эрнстом Бушем. В 1954 году Бильдт перешёл на работу в Мюнхенский камерный театр. Для актёра нашлись интересные роли и в послевоенном кино. Бильдт сотрудничал также с киностудией DEFA, снявшись в таких фильмах, как «Совет богов» и «Холодное сердце». Помимо этого Бильдт работал на озвучивании иностранных фильмов.
За свои заслуги в кино в 1949 году Бильдт стал одним из первых лауреатов Национальной премии ГДР. Похоронен на Далемском кладбище в Берлине.

## Фильмография

### Немое кино
- 1910: Schuld und Sühne
- 1912: Zu Tode gehetzt
- 1918: Mr. Wu
- 1919: Rose Bernd
- 1920: Nachtgestalten
- 1921: Schloß Vogelöd
- 1921: Леди Гамильтон — Lady Hamilton
- 1923: Ein Weib, ein Tier, ein Diamant
- 1924: Die Schmetterlingsschlacht
- 1926: Die Flammen lügen
- 1927: Lützows wilde verwegene Jugend
- 1927: Das Mädchen mit den fünf Nullen
- 1928: Liebe und Diebe — Regie: Carl Froelich

### Звуковое кино
- 1930: Der Andere
- 1930: Dreyfus
- 1934: Вильгельм Телль / Wilhelm Tell
- 1934: Schwarzer Jäger Johanna
- 1936: Glückskinder
- 1936: Город Анатоль / Stadt Anatol
- 1936: Москва — Шанхай / Moskau — Shanghai
- 1936: Крейцерова соната / Die Kreutzersonate — попутчик в поезде
- 1937: Человек, который был Шерлоком Холмсом / Der Mann, der Sherlock Holmes war
- 1937: Zu neuen Ufern
- 1937: Der Herrscher
- 1937: Madame Bovary
- 1937: Хабанера / La Habanera
- 1938: Die Umwege des schönen Karl
- 1938: Игрок / Der Spieler — мужчина за игровым столом
- 1938: Занесённые следы / Verwehte Spuren
- 1938: Пляска на вулкане / Tanz auf dem Vulkan
- 1939: Der Schritt vom Wege — Regie: Gustaf Gründgens
- 1939: Der Florentiner Hut
- 1939: Роберт Кох, победитель смерти / Robert Koch, der Bekämpfer des Todes
- 1939: D III 88
- 1941: Das Mädchen von Fanö
- 1941: Kampfgeschwader Lützow
- 1941: Дядюшка Крюгер / Ohm Krüger
- 1941: Anschlag auf Baku
- 1941: Friedemann Bach
- 1941: Газовщик / Der Gasmann — доктор Брауэр
- 1942: Отставка — Die Entlassung
- 1943: Ein glücklicher Mensch
- 1944: Жертвенный путь / Opfergang
- 1945: Кольберг / Kolberg
- 1945: Der Puppenspieler
- 1946: Где-то в Берлине / Irgendwo in Berlin
- 1947: Razzia
- 1948: Affaire Blum
- 1949: Der Biberpelz
- 1949: Хлеб насущный / Unser täglich Brot
- 1950: Холодное сердце / Das kalte Herz
- 1952: Toxi
- 1952: Отцу нужна женщина / Vater braucht eine Frau
- 1952: Большое искушение / Die große Versuchung
- 1953: Meines Vaters Pferde
- 1953: Королевское высочество / Königliche Hoheit
- 1953: Solange Du da bist
- 1954: Die verschwundene Miniatur
- 1954: Sauerbruch — Das war mein Leben
- 1955: Ein Herz voll Musik
- 1955: Людвиг II: Блеск и падение короля / Ludwig II. Glanz und Elend eines Königs
- 1955: Der 20. Juli
- 1955: Небо без звёзд / Himmel ohne Sterne
- 1956: Teufel in Seide
- 1956: Ich suche Dich
- 1956: Анастасия, последняя царская невеста / Anastasia, die letzte Zarentochter